# Aposentadoria
A aposentadoria — também referida como reforma em alguns países de língua portuguesa — refere-se ao afastamento remunerado que um trabalhador faz de suas atividades após cumprir determinados requisitos estabelecidos no direito previdenciário a fim de gozar dos benefícios de uma previdência social e/ou privada.

## Aposentadoria no mundo

### Brasil
A história da aposentadoria no Brasil remete ao ano de 1888, quando de forma ainda incipiente surgiram iniciativas para beneficiar antigos funcionários de setores que eram importantes para o império, tais como os funcionários dos correios, da imprensa nacional, das estradas de ferro, da marinha, da casa da moeda e da alfândega. No entanto, foi apenas no ano de 1923 que o Brasil assistiu ao ponto de partida da história da previdência social tal como é hoje concebida.
Destaca-se no Brasil, assim como em outros países, o fato de mulheres e professores de educação infantil aposentarem-se 5 anos mais cedo de que os demais trabalhadores. A previdência social oferece quatro tipos de jubilação: aposentadoria por idade (que se diferencia se for trabalhador urbano ou rural), aposentadoria por tempo de contribuição (que se subdivide em aposentadoria proporcional, por pontos e comum), aposentadoria por invalidez e aposentadoria especial.

### Idade para se aposentar em outros países
| País           | mulher        | homem   | Empregados, 55–59 | Empregados, 60–64 | Empregados, 65–69 | Empregados, 70+ |
| Áustria        | 60 (57)       | 65 (60) | 39%               | 7%                | 1%                | 0%              |
| Bélgica        | 60            | 65      | 45%               | 12%               | 1%                | 0%              |
| Camboja        | 50            | 55      | 16%               | 1%                | 0%                | 0%              |
| Dinamarca      | 60–65         | 65–68   | 77%               | 35%               | 9%                | 3%              |
| França         | 62            | 65      | 51%               | 12%               | 1%                | 0%              |
| Alemanha       | 65            | 67      | 61%               | 23%               | 3%                | 0%              |
| Grécia         | 58            | 67      | 65%               | 18%               | 4%                | 0%              |
| Itália         | 57            | 67      | 26%               | 12%               | 1%                | 0%              |
| Letônia        | nenhuma       | 63–65   | ?                 | ?                 | ?                 | ?               |
| Países Baixos  | 60            | 65 (67) | 53%               | 22%               | 3%                | 0%              |
| Noruega        | 62            | 67      | 74%               | 33%               | 7%                | 1%              |
| Espanha        | 60            | 65      | 46%               | 22%               | 0%                | 0%              |
| Suécia         | 61            | 65      | 78%               | 58%               | 5%                | 1%              |
| Suíça          | 63 (61), [58] | 65 (64) | 77%               | 46%               | 7%                | 2%              |
| Tailândia      | 50            | 60      | ?                 | ?                 | ?                 | ?               |
| Reino Unido    | 65            | 68      | 69%               | 40%               | 10%               | 2%              |
| Estados Unidos | 62            | 67      | 66%               | 43%               | 20%               | 5%              |
|                |               |         |                   |                   |                   |                 |